# Dumitru Burlan
Dumitru Burlan (n. 11 mai 1939, com. Licurici, județul Gorj) este un colonel român de securitate, autor al unei lucrări de memorii în care descrie activitatea Securității în perioada lui Nicolae Ceaușescu. A lucrat în imediata apropiere a lui Ceaușescu, a cărui sosie a fost.

## Biografie
Dumitru Burlan s-a născut la data de 11 mai 1939 în comuna Licurici (județul Gorj), într-o familie de țărani săraci cu șapte copii. În anul 1950, după absolvirea școlii primare în comuna natală, este adus în București de către tatăl său. În capitală se înscrie la școala militară.
În august 1960, la vârsta de 21 ani, este încadrat cu gradul de sublocotenent în cadrul Direcției Securității Statului (DSS). În anii '60, șefii săi ierarhici erau consilierii sovietici sau apropiați ai lor, cum ar fi: Gheorghe Pintilie, alias Pantiușa Bondarenko.
În anul 1965, când Nicolae Ceaușescu a fost ales în fruntea PCR; Dumitru Burlan lucra în cadrul Direcției a VII-a (Filaj și Investigații) cu gradul de locotenent major. În anul 1989 avea gradul de locotenent colonel , ofițer specialist I în cadrul Direcției a V-a a DSS. A lucrat 30 ani în cadrul Securității, dintre care 22 ani a activat în cadrul Direcției a V-a.
Dumitru Burlan a scris o carte de memorii cu titlul După 14 ani - Sosia lui Ceaușescu se destăinuie (Editura Ergorom, 2003), în care analizează activitatea sa desfășurată în apropierea lui Nicolae Ceaușescu.